# Titani natiu
El titani natiu és un mineral de la classe dels elements natius.

## Característiques
El titani natiu és l'ocurrència natural del titani, de fórmula química Ti. Cristal·litza en el sistema hexagonal. La seva duresa a l'escala de Mohs és 4.
Segons la classificació de Nickel-Strunz, el titani pertany a «01.AB - Metalls i aliatges de metalls, família zinc-coure» juntament amb els següents minerals: cadmi, reni, zinc, danbaïta, zhanghengita, α-llautó, tongxinita i zinccopperita, així com de tres espècies més encara sense nom definitiu.

## Formació i jaciments
Va ser descoberta a la mina Luobusha, al comtat de Qusong (Regió Autònoma del Tibet, República Popular de la Xina), en cromitites podiformes. També se'n troba en granit. Sol trobar-se associada a altres minerals com la coesita o la cianita. També se n'ha trobat a Yingshan (Hubei, Xina) i en alguns volcans russos.

## Varietats
El titani tetragonal és una varietat o modificació de titani natiu, que es troba en forma d'inclusions diminutes en granats d'un complex metamòrfic d'ultra alta pressió. Cristal·litza en el sistema tetragonal. Se n'ha trobat a Yingshan, a la província de Hubei (Xina).
L'any 1992 també va ser descrit l'α-titani hexagonal, en fumaroles de l'esquerdament nord de la Gran Fissura del Tolbàtxik de l'erupció de l'any 1975.